# Saison 7 de Friends
Chronologie
Saison 6 Saison 8
Cet article présente les épisodes de la septième saison de la série télévisée américaine Friends.

## Intrigue
La saison débute avec l'officialisation des fiançailles de Chandler et Monica. Rachel, un peu perdue, pense un moment passer une nuit avec Ross, mais se ravise au dernier moment.
Phoebe, afin de laisser de l'intimité à Chandler et Monica, part s'installer chez Ross (elle abuse de son hospitalité en proposant des massages chez lui). Rachel vit toujours chez Joey.
Monica se rend compte que ses parents n'ont pas gardé l'argent destiné à financer son mariage. Chandler et Monica sont alors confrontés à un dilemme : faire un grand mariage, le rêve de Monica, ou garder de l'argent pour leur vie future ? Monica montre comme elle a changé en optant pour la dernière solution.
La série dont Joey tient le rôle-titre, "Mac and Cheese", est diffusée à la télé, mais elle est très mauvaise. Pendant ce temps, on lui propose de revenir dans "Days of Our Lives" avec le rôle du frère jumeau du mythique Dr Drake Ramoray. Mais Joey refuse de passer des essais, et il perd cette chance de revenir. Malheureusement, sa série est retirée des écrans. N'ayant plus de travail, il réussit tout de même à reprendre le rôle de Drake Ramoray (dans le coma).
Rachel est promue et engage un assistant, Tag, qu'elle trouve très à son goût. Elle cherche à éviter qu'il ne séduise d'autres femmes. Enfin, à Thanksgiving, elle lui avoue qu'elle l'aime et ils finissent par sortir ensemble, en cachette du patron de Rachel.
La préparation du mariage de Monica se poursuit, et Rachel est choisie comme demoiselle d'honneur, après de nombreuses épreuves.
Joey expérimente un vrai chagrin d'amour en se voyant rejeté par la jolie Erin de la même manière qu'il a toujours rejeté ses multiples conquêtes.
La saison se termine par le mariage de Monica et de Chandler. Rachel apprend également qu'elle est enceinte.
Monica et Phoebe veulent savoir qui est le père.

## Épisodes

### Épisode 1:Celui qui croyait faire jeune
- États-Unis : 12 octobre 2000
- France : 1er mai 2001 sur Canal Jimmy, puis le 4 septembre 2002 sur France 2

- États-Unis : 25,54 millions de téléspectateurs[1] (première diffusion)

### Épisode 2:Celui qui réglait le mariage
- États-Unis : 12 octobre 2000
- France : 1er mai 2001 sur Canal Jimmy, puis le 11 septembre 2002 sur France 2

- États-Unis : 27,93 millions de téléspectateurs[1] (première diffusion)

- Elliott Gould (Jack Geller)
- Christina Pickles (Judy Geller)

### Épisode 3:Celui qui s’était mal assis
- États-Unis : 19 octobre 2000
- France : 8 mai 2001 sur Canal Jimmy, puis le 18 septembre 2002 sur France 2

- États-Unis : 22,70 millions de téléspectateurs[1] (première diffusion)

Elliott Gould (Jack Geller)

### Épisode 4:Celui qui retrouvait son rôle
- États-Unis : 26 octobre 2000
- France : 8 mai 2001 sur Canal Jimmy, puis le 25 septembre 2002 sur France 2

- États-Unis : 22,66 millions de téléspectateurs[1] (première diffusion)

Eddie Cahill (Tag Jones)

### Épisode 5:Celui qui avait toujours l'air bizarre
- États-Unis : 2 novembre 2000
- France : 15 mai 2001 sur Canal Jimmy, puis le 2 octobre 2002 sur France 2

- États-Unis : 24,43 millions de téléspectateurs[1] (première diffusion)

- Eddie Cahill (Tag Jones)
- David Sutcliffe (Kyle)
- Julia Campbell (Whitney)

### Épisode 6:Celui qui aimait les petites siestes
- États-Unis : 9 novembre 2000
- France : 15 mai 2001 sur Canal Jimmy, puis le 9 octobre 2002 sur France 2

- États-Unis : 22,01 millions de téléspectateurs[1] (première diffusion)

### Épisode 7:Celui qui avait un livre à la bibliothèque
- États-Unis : 16 novembre 2000
- France : 22 mai 2001 sur Canal Jimmy, puis le 16 octobre 2002 sur France 2

- États-Unis : 23,73 millions de téléspectateurs[1] (première diffusion)

- Kristin Davis (Erin)
- Maggie Wheeler (Janice Litman)
- Michael D. Roberts (the Head Librarian)

### Épisode 8:Celui qui n’aimait pas les chiens
- États-Unis : 21 novembre 2000
- France : 22 mai 2001 sur Canal Jimmy, puis le 23 octobre 2002 sur France 2

- États-Unis : 16,57 millions de téléspectateurs[1] (première diffusion)

Eddie Cahill (Tag Jones)

### Épisode 9:Celui qui offrait un vélo
- États-Unis : 7 décembre 2000
- France : 29 mai 2001 sur Canal Jimmy, puis le 30 octobre 2002 sur France 2

- États-Unis : 21,08 millions de téléspectateurs[1] (première diffusion)

- Eddie Cahill (Tag Jones)
- Cole Sprouse (Ben Geller)
- Amy Hill (the Woman)

### Épisode 10:Celui qui se déguisait
- États-Unis : 14 décembre 2000
- France : 29 mai 2001 sur Canal Jimmy, puis le 6 novembre 2002 sur France 2

- États-Unis : 23,26 millions de téléspectateurs[1] (première diffusion)

Cole Sprouse (Ben Geller)

### Épisode 11:Celui qui aimait les cheesecakes
- États-Unis : 4 janvier 2001
- France : 5 juin 2001 sur Canal Jimmy, puis le 13 novembre 2002 sur France 2

- États-Unis : 24,37 millions de téléspectateurs[1] (première diffusion)

Hank Azaria (David)

### Épisode 12:Celui qui passait la nuit debout
- États-Unis : 11 janvier 2001
- France : 5 juin 2001 sur Canal Jimmy, puis le 20 novembre 2002 sur France 2

- États-Unis : 22,86 millions de téléspectateurs[1] (première diffusion)

- Eddie Cahill (Tag Jones)
- Jason George (Pompier)

### Épisode 13:Celui qui a vu mourir Rosita
- États-Unis : 1er février 2001
- France : 12 juin 2001 sur Canal Jimmy, puis le 27 novembre 2002 sur France 2

- États-Unis : 22,24 millions de téléspectateurs[1] (première diffusion)

- Jason Alexander (Earl)
- Elliott Gould (Jack Geller)

### Épisode 14:Ceux qui avaient 30 ans
- États-Unis : 8 février 2001
- France : 12 juin 2001 sur Canal Jimmy, puis le 4 décembre 2002 sur France 2

- États-Unis : 22,40 millions de téléspectateurs[1] (première diffusion)

- Eddie Cahill (Tag Jones)
- Elliott Gould (Jack Geller)
- Christina Pickles (Judy Geller)

### Épisode 15:Celui qui avait un cerveau neuf
- États-Unis : 15 février 2001
- France : 19 juin 2001 sur Canal Jimmy, puis le 11 décembre 2002 sur France 2

- États-Unis : 21,75 millions de téléspectateurs[1] (première diffusion)

- Susan Sarandon (Jessica Lockhart)
- Jack Betts (Tom)
- George Stults (Fredrick)

### Épisode 16:Celui qui savait la vérité sur Londres
- États-Unis : 22 février 2001
- France : 19 juin 2001 sur Canal Jimmy, puis le 18 décembre 2002 sur France 2

- États-Unis : 21,22 millions de téléspectateurs[1] (première diffusion)

- Jane Sibbett (Carol Willick)
- Cole Sprouse (Ben Geller)

### Épisode 17:Celui qui voyait la robe de mariée
- États-Unis : 15 mars 2001
- France : 26 juin 2001 sur Canal Jimmy, puis le 8 janvier 2003 sur France 2

- États-Unis : 20,84 millions de téléspectateurs[1] (première diffusion)

Gabrielle Union (Kristen Lang)

### Épisode 18:Celui qui récupérait le prix
- États-Unis : 29 mars 2001
- France : 26 juin 2001 sur Canal Jimmy, puis le 15 janvier 2003 sur France 2

- États-Unis : 17,81 millions de téléspectateurs[1] (première diffusion)

- Alison Sweeney (Jessica Ashley)
- Vince Vieluf (Ned Morse)

### Épisode 19:Celui qui avait une jolie cousine
- États-Unis : 19 avril 2001
- France : 3 juillet 2001 sur Canal Jimmy, puis le 22 janvier 2003 sur France 2

- États-Unis : 16,55 millions de téléspectateurs[1] (première diffusion)

- Denise Richards (Cassie)
- June Gable (Estelle Leonard)

### Épisode 20:Celui qui fantasmait sur le baiser
- États-Unis : 26 avril 2001
- France : 3 juillet 2001 sur Canal Jimmy, puis le 29 janvier 2003 sur France 2

- États-Unis : 16,30 millions de téléspectateurs[1] (première diffusion)

Winona Ryder (Mélissa Warburton)

### Épisode 21:Celui qui écrivait ses vœux
- États-Unis : 3 mai 2001
- France : 10 juillet 2001 sur Canal Jimmy, puis le 5 février 2003 sur France 2

- États-Unis : 15,65 millions de téléspectateurs[1] (première diffusion)

### Épisode 22:Celui qui rencontrait l'auteur de ses jours
- États-Unis : 10 mai 2001
- France : 10 juillet 2001 sur Canal Jimmy, puis le 12 février 2003 sur France 2

- États-Unis : 17,23 millions de téléspectateurs[1] (première diffusion)

- Kathleen Turner (Charles Bing/Helena)
- Mark Consuelos (Policier)
- Alexis Arquette (Le serveur travesti)

### Épisode 23:Celui qui a épousé Monica [1/2]
- États-Unis : 17 mai 2001
- France : 17 juillet 2001 sur Canal Jimmy, puis le 19 février 2003 sur France 2

- États-Unis : 30,05 millions de téléspectateurs[1] (première diffusion)

- Kathleen Turner (Charles Bing)
- Gary Oldman (Richard Crosby)
- Elliott Gould (Jack Geller)
- Morgan Fairchild (Nora Tyler Bing)
- Christina Pickles (Judy Geller)

### Épisode 24:Celui qui a épousé Monica [2/2]
- États-Unis : 17 mai 2001
- France : 17 juillet 2001 sur Canal Jimmy, puis le 26 février 2003 sur France 2

- États-Unis : 30,05 millions de téléspectateurs[1] (première diffusion)

- Kathleen Turner (Charles Bing)
- Gary Oldman (Richard Crosby)
- Elliott Gould (Jack Geller)
- Morgan Fairchild (Nora Tyler Bing)
- Christina Pickles (Judy Geller)